# Мурашниця бамбукова
Мурашниця бамбукова (Grallaria nuchalis) — вид горобцеподібних птахів родини Grallariidae.

## Поширення
Вид поширений в Андах в Колумбії, Еквадорі та на крайньому північному заході Перу. Його природне середовище проживання — субтропічні або тропічні вологі гірські ліси.

## Опис
Його довжина становить приблизно 22 см. Верхня частина червонувато-коричнева, з блискучою рум'янистою короною і потилицею; світло-сірі нижня частина та очі з темно-сірим горлом, основою дзьоба та ділянкою обличчя.

## Спосіб життя
Харчується комахами, павуками та дощовими хробаками, яких підбирає з землі або у підстилці. Будує чашоподібне гніздо на висоті приблизно 3 м над землею, переважно на гілках Chusquea. У гнізді помічено двох пташенят.

## Підвиди
- G. n. ruficeps Sclater, PL, 1874 — центральна Колумбія
- G. n. obsoleta Chubb, C, 1916 — північно-західний Еквадор
- G. n. nuchalis Sclater, PL, 1860 — східний Еквадор і північ Перу